# Szerző Katalin
Szőnyiné Szerző Katalin (Sopron, 1949. április 24. –) magyar zenetörténész.

## Életpályája
1955–1957 között Budapesten, 1957–1963 között Törökbálinton járt általános iskolába.
Középiskolai tanulmányait 1963–1967 között a budapesti Veres Pálné Gimnázium angol tagozatán folytatta. 1967–1969 között a Bartók Béla Zeneművészeti Szakközépiskola orgona-zeneszerzés szakán tanult; itt Gergely Ferenc és Huzella Elek növendéke volt. 1969–1974 között a Zeneművészeti Főiskola hallgatója volt, ahol zenetudományokat hallgatott; Szabolcsi Bence, Kroó György, Ujfalussy József, Somfai László és Dobszay László tanítványa volt.
1970-ben angol középfokú nyelvvizsgát szerzett. 1974-től a MAOE tagja. 1974–1983 között a Magyar Tudományos Akadémia Zenetudományi Intézetének ösztöndíjas gyakornoka és tudományos munkatársa volt. 1976–1980 között tudományos segédmunkatárs volt. 1977-ben német középfokú nyelvvizsgáját is megszerezte.
1983–1986 között a Magyar Tudományos Akadémia Tudományos Minősítő Bizottság (MTA-TMB) továbbképzési ösztöndíjasa volt. 1983–1986 között a Zeneművészeti Főiskola könyvtárában és a Liszt Emlékszobában tudományos munkatárs volt. 1984-ben francia középfokú nyelvvizsgát tett. 1986–1989 között a Zeneműkiadó felelős zenei szerkesztőjeként dolgozott. 1987-ben orosz alapfokú nyelvvizsgát szerzett. 1989–1994 között az Országos Széchényi Könyvtár Zeneműtárának tudományos munkatársa és zenei könyvtárosa 1994–2008 között tudományos osztályvezetője volt. 
1998-ban számítógép-kezelői OKJ bizonyítványt szerzett. 1998–2002 között a Magyar Könyvtárosok Egyesülete Zenetudományi szekció titkára, 2002–2006 között elnöke volt. 1998–2012 között a Magyar Haydn Társaság elnökségi tagja volt.
2006-tól a Magyar Művészeti Akadémia Zeneművészeti Tagozatának rendes tagja.

### Munkássága
Kutatási területe a magyar zenetörténet (Erkel, Liszt, Brahms, Mihalovich, Bartók). A Liszt-összkiadás munkatársaként két Beethoven-szimfónia Liszt-átiratainak társközreadója, zenetörténeti kiállítások rendezője és forgatókönyvírója.

## Családja
Szülei Szerző Árpád (1921–1991) bányamérnök és Veress Ildikó (1925–2019) voltak. 1974-ben házasságot kötött Szőnyi László fizikussal. Két fiuk született: Levente (1975–) és László Gyula (1977–).

## Díjai
- Erkel Ferenc-emlékplakett (2010)
- Szabolcsi Bence-díj (2014)[2]